# Platydemus boehmigi
Platydemus boehmigi is een platworm (Platyhelminthes). De worm is tweeslachtig. De soort leeft in of nabij zoet water.
Het geslacht Platydemus, waarin de platworm wordt geplaatst, wordt tot de familie Geoplanidae gerekend. De wetenschappelijke naam van de soort werd voor het eerst geldig gepubliceerd in 1909 door Geba.